# MirrorMask
MirrorMask (La máscara de cristal en España y La máscara de los sueños en América Latina) es una película de fantasía oscura británica-estadounidense de 2005 diseñada y dirigida por Dave McKean, y escrita por Neil Gaiman a partir de una historia que desarrollaron juntos. Producida por The Jim Henson Company, la película está protagonizada por Stephanie Leonidas, Jason Barry, Rob Brydon y Gina McKee.
Gaiman y McKean trabajaron en los conceptos de la película durante dos semanas en la casa de la familia de Jim Henson. La producción duró diecisiete meses con un presupuesto de 4 millones de dólares. Inicialmente pensada para el mercado directo a vídeo, MirrorMask se estrenó en el Festival de Cine de Sundance de 2005, antes de estrenarse en los Estados Unidos el 30 de septiembre de 2005. En su momento, la reacción de la crítica fue mixta, con elogios hacia las imágenes pero críticas hacia la historia y el guion, aunque, con el tiempo, la película ha logrado ganarse el elogio del público.

## Trama
Helena Campbell es una adolescente de 15 años que trabaja en el circo junto con su familia. Sin embargo, a menudo desea dejarlo y tener una vida normal. Un día, tras mostrar su descontento y discutir con su madre, ésta cae enferma, y debe ser sometida a una operación. Helena se siente muy culpable por lo ocurrido, pero antes de poder hacer algo, acaba atrapada dentro de un mundo extraño habitado por dos reinas opuestas, criaturas extrañas y habitantes enmascarados. Con ayuda de un amigo que encuentra allí llamado Valentine, Helena debe encontrar la legendaria máscara de cristal para salvar el reino y volver a casa.

## Reparto
- Stephanie Leonidas como Helena Campbell, una joven artista de circo y aspirante a artista que se ve atraída por un mundo misterioso de personas enmascaradas y monstruos poco después de que su madre fuese hospitalizada. Finalmente se revela que el mundo en el que entró fue creado a través de sus propios dibujos que colgó en las paredes de su habitación. Leonidas afirmó que esperaba que la filmación fuera difícil porque la mayoría de las escenas se hicieron con uno o dos actores más solo con una pantalla azul de fondo, pero también dijo que "todo cobró vida" para ellos cuando comenzaron a trabajar.[2]
  - Leonidas también interpreta a La Princesa, el yo paralelo de Helena y la hija rebelde de la Reina de las Sombras. Ella usa la máscara de cristal para cambiar de lugar con Helena y la esconde en su habitación. Después de escapar al "mundo real", aprovecha su nueva libertad: se viste como una adolescente punk, besa chicos, fuma y discute con el padre de Helena.
- Jason Barry como Valentine, un malabarista que sigue describiéndose a sí mismo como un "hombre muy importante". Es el compañero de Helena en el mundo de los sueños, aunque traiciona a Helena entregándosela a la Reina de las Sombras. Sin embargo, se arrepiente de esta decisión y regresa para rescatar a Helena. Está muy orgulloso de su torre, aunque menciona que tuvo una discusión con ella y que se separaron. Mientras él y Helena son perseguidos por la Reina de las Sombras, él llama a la torre para ayudarlos a escapar gritándole una disculpa. Cuando Helena despierta en su mundo, se reencuentra con él haciendo una audición como malabarista para el circo. Barry comentó que para hacer su papel tuvo que aprender a hacer malabares.[3]
- Rob Brydon como Morris Campbell, el padre de Helena. Malabarista y maestro de ceremonias del circo familiar, es un hombre gentil y amable con un temperamento artístico. Está asustado y abrumado por la enfermedad de su esposa. Brydon también interpreta al mayordomo de la Reina de la Luz.
- Gina McKee como Joanne Campbell, la madre de Helena. Joanne, acróbata de circo y vendedora de entradas, se desploma durante una representación teatral y es internada en el hospital poco después de tener una discusión con Helena. Después de una operación exitosa, Joanne se recupera y regresa a la vida del circo con su familia.
  - McKee también interpreta a La Reina de las Sombras, una madre posesiva que trata a su hija como a una mascota. Ella confunde a Helena con la Princesa que ha huido, pero cuando Helena revela quién es, a la Reina no le importa mientras tenga una hija.
  - McKee también interpreta a La Reina de la Luz, una gobernante amable. Ella cae en un sueño profundo cuando le roban la Máscara del Espejo, dejando su ciudad vulnerable a las Sombras.

La película también cuenta con apariciones de Dora Bryan y las voces de Stephen Fry, Lenny Henry, Robert Llewellyn y otros.

## Lanzamiento
La película se proyectó por primera vez en una escuela secundaria, donde obtuvo una respuesta positiva. La película también recibió reacciones positivas cuando se proyectó en el Festival de Cine de Sundance. La película se hizo originalmente para un estreno directo en video, pero finalmente en cines el 30 de septiembre de 2005 en los Estados Unidos.
El DVD norteamericano se lanzó el 14 de febrero de 2006. El DVD contiene contenido adicional como comentarios, entrevistas, clips detrás de escena y una galería de arte. La película ocupó el puesto número 31 en la lista de ventas de DVD de Billboard en la semana del 11 de marzo de 2006. Neil Gaiman comentó que el DVD se vendió "mejor de lo esperado" y que estaba "consiguiendo audiencia".

## Recepción

### Taquilla
La película obtuvo una recaudación total de $973 613, recaudando $126 449 en su fin de semana de estreno.

### Respuesta de la crítica y del público
La película recibió reacciones mixtas por parte de los críticos. Rotten Tomatoes informó que el 54% de los críticos le dieron a la película una reseña positiva basada en 89 reseñas, con una calificación promedio de 5.80/10. El consenso de los críticos del sitio dice: "Si bien es visualmente deslumbrante, no hay suficiente historia para colocar todos los efectos especiales". Metacritic le dio a la película una puntuación promedio ponderada de 55 sobre 100 basada en 27 reseñas.
Roger Ebert del Chicago Sun-Times le dio a la película dos de cuatro estrellas, elogiando el arte visual de la película pero afirmando que "no hay un motor narrativo que nos lleve más allá del paisaje visual", y que "sospechaba que los realizadores comenzaron con muchas ideas sobre cómo debería verse la película, pero sin una pista sobre el ritmo, la trama o el destino". Lisa Schwarzbaum de Entertainment Weekly le dio a la película una calificación de A−, diciendo que la película es una "deslumbrante ensoñación de una película para niños y adultos, una colaboración inusual entre el señor del artista multimedia de culto Dave McKean y el rey de los cómics Neil Gaiman (The Sandman)" y que "tiene algo para asombrar a todos". Stephen Holden, del New York Times, describió el aspecto de la película como "borroso, indistinto, teñido de sepia, sobrecargado y plano", y que "sus panoramas monocromáticos son demasiado recargados y planos para producir una ilusión de profundidad o transmitir una sensación de personajes moviéndose en el espacio". Continuó diciendo que la película es "la encarnación de una película de culto, destinada a una rica vida en video doméstico". Desson Thomson, del Washington Post, describió la película como "tan obstinada en su búsqueda de la fantasía, que se convierte en el opuesto malvado del género: la banalidad".
Sin embargo, pese a la recepción mixta que tuvo en su momento por parte de los críticos, con el tiempo, la película ha logrado ganarse el elogio del público.

### Reconocimientos
La película fue nominada al premio Golden Groundhog a la mejor película underground, otras películas nominadas fueron Green Street de Lexi Alexander, Nine Lives de Rodrigo García, el galardonado documental de béisbol Up for Grabs y Opie Gets Laid.